# Бупежанов, Мухит Кульжанович
Мухит Кульжанович Бупежанов, другой вариант отчества — Кульджанович (15 ноября 1910 года, аул № 8, Оренбургская губерния — 4 марта 1999, Алматы) — организатор производства, советский казахский государственный деятель, директор Джезказганского рудника Джезказганского горно-металлургического комбината Карагандинского совнархоза, Казахская ССР. Герой Социалистического Труда (1961). Лауреат Государственной премии СССР (1970).

## Биография
Родился 15 ноября 1910 года в ауле № 8 Оренбургской губернии (ныне — Темирский район Актюбинской области).
С 1921 года обучался в школе-коммуне в Оренбургской губернии, по окончании которой в 1930 году поступил в Московский институт цветных металлов и золота. Получил специальность горного инженера по разработке рудных месторождений. С 1936 года — дежурный инженер, начальник шахты и директор Байконурского угольного рудника. В 1946 году вступил в ВКП(б).
С 1948 года — начальник шахтоуправления Джезказганского горно-металлургического комбината.
С 1954 года — заместитель главного инженера, главный инженер и директор Джезказганского горно-металлургического комбината.
В 1961 году удостоен звания Героя Социалистического Труда «за выдающиеся успехи, достигнутые в деле развития цветной металлургии».
С 1962 года — первый заместитель председателя, председатель Карагандинского совнархоза и с 1965 года — первый заместитель министра цветной металлургии Казахской ССР.
1964—1965 — председатель совнархоза Южно-Казахстанского экономического района
1965—1973 — 1-й заместитель министра цветной металлургии Казахской ССР.
В 1970 году удостоен Государственной премии СССР «за разработку и внедрение новой технологии добычи руд с комплексной механизацией процессов горных работ с использованием самоходного оборудования на шахтах Джезказганского ГМК и Ачисайского ПМК».
В 1973 году вышел на пенсию (персональный пенсионер союзного значения).
Скончался в 1999 году. Похоронен в Алма-Ате.
Награды
- Герой Социалистического Труда — указом Президиума Верховного Совета СССР 9 июня 1961 года
- Лауреат Государственной премии СССР (1970).
- Орден Ленина
- Медаль «За доблестный труд в Великой Отечественной войне 1941—1945 гг.»
- Медаль «За трудовое отличие»
- Медаль «За трудовую доблесть»
- Почётный гражданин города Сатпаев[5]